# República Guarani
República Guarani é um documentário brasileiro de 1981, dirigido por Silvio Back. Conta através de depoimentos de estudiosos e pesquisadores históricos do Brasil, Argentina, Paraguai e Uruguai e extensa iconografia, a história dos índios Guaranis que sofreram a catequese dos jesuítas e foram organizados em missões localizadas naqueles países, de 1609 a 1768. São exibidos trechos do filme "Xetás na Serra dos Dourados" de Vladimir Kosák (1956), do acervo do Departamento de Psicologia e Antropologia da Universidade Federal do Paraná.

## Resumo

### Visão atual sobre o índio
Em relação ao índio, a mentalidade colonial continua a mesma. Apenas, o desejo de integrá-lo numa "sociedade criola" como força de trabalho não existe mais, mas continua-se querendo assimilá-lo dentro da chamada civilização (baseado em Bartomeu Melià).

### Relações dos guaranis com os espanhóis
No Paraguai, os espanhóis recém-chegados foram bem recebidos pelos Guaranis, que os consideravam seus aliados contra os Paiaguás e os Guaicurus (tribos da região do Chaco que não foram subjugados e que portanto os combates contra eles eram "guerras" e não "rebeliões"). Mas já no século XVII são frequentes os levantes contra os europeus, que se revelam como "conquistadores" . É característico dos revoltosos que procuravam destruir tudo que fora introduzido pelos europeus (vacas,cavalos,cachorros,ferramentas etc)(baseado em Rafael Velázquez).
Os espanhóis recebiam as índias mas as tratavam a elas e a seus parentes apenas como servos numa relação econômica, diferente dessa relação na sociedade indígena, que se pressupunha uma totalidade de alianças não só econômicas (baseado em Juan Carlos Caravaglia).
Os guaranis acreditavam no mito dos "heróis civilizadores" (grandes índios que ensinaram aos outros a língua, costumes, dança e cultivo da mandioca) que voltariam um dia (assim como imaginavam os índios do México e Peru) e teriam confundido os primeiros espanhóis com essa crença (Maxime Haubert).
Pelo Cristianismo, havia os profetas que traziam a "palavra" de Deus, o que equivalia aos xamãs dos índios (Antonio G.Dorado).

### Relação dos guaranis com os jesuítas
Segundo uma documentação, os jesuítas teriam ido ao Paraguai por se tratar de uma terra tão pobre a que ninguém queria ir. Na instalação de Vila Rica escreveram que era uma terra excelente por não haver prata (Antonio G. Dorado) mas o caminho explorado por eles se mostrou geopoliticamente importante pois ficava entre o Peru e o Rio da Prata. Não obstante, havia a lenda de que as missões exploravam minas de ouro (Juan Carlos Caravaglia).
O Cristianismo foi introduzido como uma etapa da colonização indígena. Com isso foi criada uma organização diferenciada que não significava uma proposta diferente do que se pretendia com a colonização. Mas os colonizadores buscavam escravizar os índios enquanto os padres queriam livrar o índio dessa condição e da encomienda (Abade Clóvis Lugon).
Para contraporem-se aos xamãs, naturalmente hostis, os jesuítas criaram a figura política do "cacique" (Rafael Velázquez). Os caciques recebiam o apoio dos jesuítas para enfrentarem os xamãs mas com o tempo perderam essa importância, sendo substituído pelos novos xamãs (Bartomeu Meliá).
Os jesuítas viveram 150 anos com os índios e não deixaram praticamente nenhuma descrição escrita sobre os costumes deles. A explicação é que os padres consideravam os costumes como "superstições" ensinadas pelo diabo. Acreditavam que somente com o "batizado", por exemplo, os índios abandonariam seus antigos costumes (baseado em Maxime Haubert). Entre esses costumes havia poligamia e a antropofagia (norte do Paraguai).
A região das Missões que não despertavam interesse das coroas espanholas e portuguesas, tiveram seus primeiros mapas e levantamentos cartográficos realizados pelos jesuítas (baseado em Moysés Vellinho). Apenas eles e alguns bandeirantes conheciam a região mas os expedicionários basicamente seguiam os cursos do rio enquanto os padres buscavam o contato com os nativos (Guilhermino César).
Os primeiros jesuítas, como o padre Antonio Ruiz de Montoya, consideraram os índios como dotados de raciocínio tão bom quanto os dos espanhóis mas, em menos de cinquenta anos, dadas as dificuldades da administração das comunidades, começaram a escrever serem eles "infantis" (Maxime Haubert). Jesuítas como o padre Sepp afirmava não haver nada em suas cabeças (Abade Clóvis Lugon). Mas o próprio padre Sepp admite que o índio selvagem era um "lobo" e o domesticado, um "cordeiro" (Juan Carlos Caravaglia). Esse preconceito pode ter levado a que, no momento da expulsão dos jesuítas, não houvesse nenhum sacerdote guarani. Uma eventual recriminação deve levar em conta, contudo, que a formação de uma casta de padres indígenas pudesse a vir ser muito combatida pelos colonialistas (Abade Clóvis Lugon).
As tribos subjugadas eram concentradas em povoados (pueblos), com o objetivo de facilitar a evangelização e controlar melhor a comunidade. Apenas os guaranis do Paraguai aceitaram se organizar em pueblos (baseado em Rafael Velázquez).

### Os Bandeirantes
Os primeiros pueblos foram devastados pelos Bandeirantes que queriam capturar os índios para vendê-los como escravos. O padre Montoya organiza então uma retirada até a região da atual província argentina de Misiones e ao sul do Paraguai . A eles se juntam também os nativos oriundos de Itatim e Tapes, causando uma homogeneização dos guaranis. Ao todo se juntam 30 pueblos que constituirão o núcleo das missões jesuíticas (baseado em Ernesto J.Maeder). Tinham como objetivo alcançar o mar, chamando as águas que banhavam o litoral da região de "Mar do Paraguai" (Moysés Vellinho). Os Bandeirantes não agiam apenas pelo combate, mas procuravam negociar com alguns nativos oferecendo tecidos, fumo e aguardente em busca de escravos (Guilhermino César). Apesar de igualmente cristão, os Bandeirantes sucumbiam à cobiça (Abade Clóvis Lugon).

### Monarquia espanhola
É sabido que os jesuítas serviam a Deus mas também ao "patrono", o Rei da Espanha (Juan Villegas).
As missões receberam privilégios dos reis da Espanha devido a sua posição estratégica de defesa das fronteiras contra o expansionismo português em direção ao Rio da Prata (Maxime Haubert).
Os indígenas deviam tributo ao Rei da Espanha que cedia esses recursos a um espanhol, denominado de encomendero que devia se armar e equipar para a defesa da região. O encomendero deveria sustentar o padre doutrinador (Rafael Velázquez). Os índios se rebelaram contra esse tributo e apenas os jesuítas conseguiram pacificar a situação (Juan Carlos Caravaglia).

### Política das Missões
Cada missão tinha uma população que variava entre 4 mil a quinze mil nativos e os caciques, entre 15 a 40, que também trabalhavam como os outros (Abade Clóvis Lugon). A população total cresceu entre 1690 a 1733, de 70 mil ao pico de 140 mil habitantes. Porem, entre 1733 a 1740 houve um declínio. As flutuações da população se deveram, em parte, ao acometimento de epidemias como varíola, gripes e disenterias e também a episódios como o "Cerco à Colônia de Sacramento" (1680), "Entradas em Chaco" e as "Revoltas Comuneras", que mobilizou milícias guaranis (Ernesto J. Maeder) pois os jesuítas eram favoráveis a manutenção do poder do rei espanhol na região. O Brasil não se expandiu até a chamada "Banda Oriental" devido a resistência contra os portugueses liderada pelos jesuítas. Sacramento que era uma colônia portuguesa para a exploração de couro foi destruída em poucos meses após a sua instalação, por cerca de 3 mil índios e algumas centenas de espanhóis (Moysés Vellinho).
Os jesuítas buscavam isolar os índios dos demais colonos e com isso começou-se a imaginar que pretendiam manter um império à parte. Isso não era verdade pois produziam erva-mate,couro,panos de algodão, açúcar e fumo que circulavam pelo mercado colonial até Quito e México. O objetivo seria transformar à longo-prazo o índio em camponês, o que de fato aconteceu, com os guaranis servindo aos brancos como marinheiros, artesãos e até tocadores de órgãos (Juan Carlos Caravaglia).
As missões observavam a "Lei das Índias", principalmente na forma dos locais dos assentamentos, mas em matéria de organização interna, os jesuítas executaram à sua própria maneira, chamada "estrutura barroca de organização urbana" (Ramon Gutierrez).
Os jesuítas organizaram o tempo dos índios (Maxime Haubert). Havia o local destacado no povoado que era a igreja e em cada uma delas, existia um sino  que marcava as horas de oração, dança, trabalho e alimentação.O que era uma grande mudança pois nas sociedades indígenas, cada indivíduo fazia as coisas apenas quando e como podia, o que significou alteração do "ritmo natural" deles (Juan Carlos Caravaglia).
Conforme lhes eram ensinados pelos jesuítas, para os guaranis existiam as Tupambaé (ou coisas de Deus, que seria o setor público que alguns identificavam como o comunismo mas que era o setor colonial ou de intervenção colonial, expressa na "Lei das Índias") e as Abambaé(coisas dos índios, ou setor privado). A produção indígena servia para pagar o tributo ao Rei, os gastos do governo e do clero e socorrer indigentes, além de dar ao nativo algo que ele não conseguiria produzir sozinho (Maxime Haubert). Os jesuítas tentaram impor aos índios um sistema de "lotes individuais" que agradasse aos espanhóis mas não conseguiram, sendo a terra considerada de "uso comum". O sistema de punições aos índios ("código penal") era dado pelo "Livro de Ordens", cujas punições eram consideradas bem mais moderadas do que as em vigor na Europa. Havia reprimendas, rezas, prisão e chibatas (máximo de 25, sem derramamento de sangue). Não se aplicava a pena de morte (Abade Clóvis Lugon).
Com as constantes guerras entre portugueses e espanhóis na região meridional do Brasil, foi firmado o Tratado de Madrid (1750) que previa, dentre outros acordos, a entrega das Sete Povos das Missões aos portugueses, expurgada dos índios. A cláusula foi de iniciativa espanhola, que não desejava que os índios combatentes passassem para o lado português (Moysés Vellinho). Os jesuítas consideraram essa cláusula como uma traição da Espanha. Essa resistência (Guerra Guaranítica) levou à Batalha de Caiboaté, quando teriam morrido dez mil índios que confrontaram os exércitos portugueses e espanhóis. O alferes real do Povo de São Miguel Sepé Tiaraju, herói local, morrera alguns dias antes dessa batalha (Guilhermino César).

### O fim das Missões
Houve boatos de que as Missões constituíam uma "República Guarani" mantida pelos jesuítas (Juan Villegas). A Coroa espanhola julgou que a situação não era aceitável e em 1767 há a expulsão dos jesuítas. Os índios não se rebelaram contra essa decisão (Juan Carlos Caravaglia).